# 원폭외교
원폭외교(原爆外交)는 원폭독점(原爆獨占)에 의한 위협을 중심무기로 한 제2차 세계대전 후기의 미국 외교정책의 하나로서 1949년 9월 소련의 원폭보유가 알려질 때까지의 4년간 유일한 원폭 보유국으로서 미국이 행한 정책이었다. 미국은 핵폭탄 독점을 최대한으로 이용하여 무엇보다도 먼저 소련의 팽창정책을 억제하고 세계정치외교상의 우위를 확보하려고 하였다. 미국의 글로벌 정책은 이러한 원폭외교로 먼저 시작되었다. 물론 미국의 전후 세계정책으로는 '얄타정신' 즉 전시연합(戰時聯合)의 연장선상에 입각해서 양체제가 대화를 통하여 문제를 처리해 가는 또 하나의 길이 있었다. 그러나 소련이 미국의 기대에 반하여 강력한 팽창적인 국가로서 전후에 등장했을 뿐만 아니라, 공산주의체제가 단수(單數)에서 복수(複數)적인 세계체제로 확대되기 시작했기 때문에, 미국은 일본에 투하한 원폭의 위력을 과시하여 원폭외교를 개시한 것이라 할 수 있다. 그것은 원폭으로 소련과 사회주의 세계를 견제함과 동시에 자유진영 전체를 미국의 '핵우산(核雨傘)'하에 두려고 한 것이다.